# Marco Antonio Mendoza Bustamante
Marco Antonio Mendoza Bustamante (Hidalgo, 15 de enero de 1986) es un político mexicano, miembro del Partido Revolucionario Institucional (PRI). Fue diputado federal para el periodo de 2021 a 2024.

## Biografía
Marco Antonio Mendoza cuenta con tres licenciaturas: en Periodismo, en Derecho y en Locución. Fue locutor del programa de radio Resonancia y colaborador de la estación de radio 98.1 en Pachuca de Soto, Hidalgo.
En 2008 se desempeñó como secretario de Estudio y Cuenta en el Tribunal Electoral del Poder Judicial del Estado de Hidalgo y de 2009 a 2012 fue asesor parlamentario en la Cámara de Diputados del Congreso de la Unión. En 2012 fue comisionado para la Instrumentación del Sistema Penal en Coahuila, y de 2013 a 2016 fue titular de la Comisión Interinstitucional para la Reforma del Estado y la Gobernabilidad Democrática del estado de Coahuila, estos dos últimos cargos siendo gobernador de ese estado Rubén Moreira Valdez.
De 2017 a 2018 fue subsecretario de Vinculación y Desarrollo Institucional del Comité Ejecutivo Nacional del PRI y en el último año fue candidato a diputado sin haber logrado el cargo. A partir de 2019 ocupó el cargo de secretario adjunto a la presidencia del Comité Ejecutivo Nacional del PRI. También fue director de Comunicación y Cultura del Consejo Nacional de Fomento Educativo, siendo titular del mismo Carolina Viggiano Austria.
En 2021 fue elegido diputado federal por la vía plurinominal a la LXV Legislatura, ocupando en dicha instancia los cargos de secretario de la comisión de Puntos Constitucionales; y de la comisión de Vigilancia de la Auditoría Superior de la Federación; así como integrante de la de Gobernación y Población.
El 21 de junio de 2023 fue nombrado presidente estatal del PRI en Hidalgo, junto con Victoria Eugenia Méndez Márquez como secretaria general.